# Dieter Below
Dieter Below, född den 23 juni 1942 i Rostock, är en östtysk seglare.
Han tog OS-brons i soling i samband med de olympiska seglingstävlingarna 1976 i Montréal.